# Myrmotherula gularis
Myrmotherula gularis là một loài chim trong họ Thamnophilidae.